# Viceburg
Viceburg ist ein Gemeindeteil der Stadt Schwarzenbach am Wald im Landkreis Hof (Oberfranken, Bayern). Viceburg liegt in der Gemarkung Bernstein am Wald.

## Geografie
Die Einöde liegt am bewaldeten, nördlichen Talhang des Leupoldbachs. Ein Wirtschaftsweg führt zur Kreisstraße HO 28 bei Oberleupoldsberg (1,1 km nordöstlich).

## Geschichte
Viceburg gehörte zur Realgemeinde Löhmar. Gegen Ende des 18. Jahrhunderts bestand Viceburg aus einem Anwesen. Die Hochgerichtsbarkeit sowie die Grundherrschaft über das Gütlein hatte das bayreuthische Verwaltungsamt Schwarzenbach am Wald.
Von 1797 bis 1810 unterstand Viceburg dem Justiz- und Kammeramt Naila. Infolge des Ersten Gemeindeedikts wurde Viceburg dem 1812 gebildeten Steuerdistrikt Schwarzenbach am Wald und der zugleich entstandenen Ruralgemeinde Meierhof zugewiesen. Vor 1877 wurde Viceburg nach Bernstein umgemeindet. Am 1. Mai 1978 wurde Viceburg im Zuge der Gebietsreform in Bayern nach Schwarzenbach eingegliedert. Viceburg wird derzeit als Jugend- und Wanderheim genutzt.

### Einwohnerentwicklung
| Jahr      | 1799   | 1819  | 1861   | 1871   | 1885   | 1900   | 1925   | 1950   | 1961   | 1970   | 1987  |
| Einwohner | 3      | 5     | 10     | 11     | 7      | 12     | 10     | 8      | 0      | 0      | 0     |
| Häuser    | 1      |       |        |        | 1      | 1      | 1      | 1      | 1      |        | 1     |
| Quel      | [ 10 ] | [ 6 ] | [ 11 ] | [ 12 ] | [ 13 ] | [ 14 ] | [ 15 ] | [ 16 ] | [ 17 ] | [ 18 ] | [ 1 ] |

## Religion
Viceburg ist evangelisch-lutherisch geprägt und war ursprünglich nach Schwarzenbach am Wald gepfarrt. Seit dem 19. Jahrhundert ist die Pfarrei St. Michael (Bernstein am Wald) zuständig.